# Prix d’archéologie Cino Del Duca
Der Prix d’archéologie Cino Del Duca für Archäologie der Stiftung Simone et Cino del Duca wird vom Institut de France (auf Vorschlag der Académie des inscriptions et belles-lettres) verliehen an französische archäologische Missionen und Archäologen, die mit ihrer Arbeit einen herausragenden Beitrag zur Erhaltung des kulturellen Erbes leisteten. Er ist mit 150.000 Euro dotiert (Stand 2021).
Es gibt noch andere hochdotierte Preise der Stiftung, so den Prix mondial Cino Del Duca und den Prix scientifique Cino Del Duca. Die Stiftung ist vom Verleger Cino Del Duca (1899–1967) eingerichtet worden.

## Preisträger
- 2005 François Larché, Präsident der Gesellschaft Les Amis du temple de Karnak.
- 2006 Roland Besenval, Direktor der französischen archäologischen Delegation in Afghanistan (DAFA)
- 2007 Jean-Yves Empereur, Direktor des Centre d’études alexandrines in Alexandria, Ausgrabungen in El Nahib.
- 2008 Laila Nehmé, Direktorin der französisch-saudiarabischen archäologischen Mission in Mada'in Salih (das antike Hegra)
- 2009 Jacques des Courtils, Ausgrabungen im Letoon (Xanthos), Türkei
- 2010 François Baratte (Sorbonne), Ausgrabungen in Tunesien (Haïdra, Fathi Bejaoui), Direktor des Institut national du Patrimoine (INP) in Tunis.
- 2011 Das Zentrum Siem Reap der École française d'Extrême-Orient für Ausgrabungen, Forschungen und Erhaltungsmaßnahmen in Angkor.
- 2012 Olivier Lecomte als Leiter der Ausgrabungen in Ulug Dépé in Turkmenistan, Centre de Recherches Archéologiques indus-balochistan, Asie centrale et orientale des CNRS
- 2013 die französisch-italienischen Ausgrabungskampagnen am Vigan Barberini auf dem Palatin (Rom) (Tempel von Elagabal)
- 2014 Corinne Debaine-Francort (CNRS), französisch-chinesische Ausgrabungen in Xinjiang
- 2015 französisch-marokkanische Ausgrabungen in Igîlîz
- 2016 Pierre Tallet (Sorbonne), Ausgrabungen am Roten Meer in Ägypten (Ouadi el-Jarf, Ayn Soukhna und Süd-Sinai-Halbinsel)
- 2017 L’école française d’Athènes (EFA)
- 2018 Projekt Naachtun (Guatemala) unter Leitung von Philippe Nondédéo
- 2019 Iwona Gajda und Anne Benoist, mission archéologique franco-éthiopienne
- 2020 Pascal Darcque, mission franco-hellénique de Dikili Tash
- 2021 William Van Andringa, Henri Duday, mission archéologique française de Porta Nocera à Pompéi
- 2022 Laurent Tholbecq, mission archéologique française à Pétra (Jordanien)
- 2023 Olivier Henry, Ipek Dagli, mission archéologique française à Labraunda (Türkei)
- 2024 Giulia Boetto und Adriboat
- 2025 Alexandre Baralis, mission franco-bulgare d'Apollonia du Pont[1]